# Монхоциці-Схолястерія
Монхоциці-Схолястерія (пол. Mąchocice-Scholasteria) — село в Польщі, у гміні Маслув Келецького повіту Свентокшиського воєводства.
Населення — 454 особи (2011).
У 1975-1998 роках село належало до Келецького воєводства.

## Демографія
Демографічна структура на день 31 березня 2011 року:
|          | Загалом | Допрацездатний вік | Працездатний вік | Постпрацездатний вік |
| -------- | ------- | ------------------ | ---------------- | -------------------- |
| Чоловіки | 223     | 43                 | 167              | 13                   |
| Жінки    | 231     | 52                 | 141              | 38                   |
| Разом    | 454     | 95                 | 308              | 51                   |